# 大叶假百合
大叶假百合（学名：Notholirion macrophyllum）为百合科假百合属下的一个种。

## 扩展阅读
維基物種上的相關：大叶假百合